# Апхайта
Апхайта (бур. Аба Хайдак) — деревня в Аларском районе Усть-Ордынского Бурятского округа Иркутской области. Входит в муниципальное образование «Ангарский».

## География
Деревня расположена в 50 км восточнее районного центра, на высоте 527 м над уровнем моря.
Состоит из 4 улиц:
- Верхняя
- Победы
- Школьная
- Южная

## Происхождение названия
Матвей Мельхеев предполагает, что название Апхайта происходит от бурятского аба хайдак, названия облавной охоты, употребляемого хори-бурятами. В переводе с бурятского аба — «облава» и хайдак — «выслеживать». Из этого он делает предположение, что хори-буряты, ныне жители Бурятии, ранее проживали и в этом регионе.
Также он рассматривает и иную версию происхождения данного топонима, согласно которой в основе его лежат добурятские основы ап и хай, оформленные бурятским суффиксом та. Станислав Гурулёв выделяет в названии Апхайта иранский корень ап (аб) — «вода», «река», к которому позже прибавились бурятские хай — «скала» и суффикс та.

## История
Существуют данные, согласно которым населённый пункт (улус) был основан бурятами кульметского рода, согласно другим — ноётского рода. Согласно переписи населения 1897 года улус, который входил в Нельхайское инородческое ведомство. В то время там насчитывалось 10 хозяйств. Население — буряты ноётского рода.

## Инфраструктура и экономика
В населённом пункте функционирует школа. В 2004 году школа сгорела, занятия проходили в одном из деревенских домов. Новая школа была открыта 1 сентября 2009 года.
В 1997 году путём отделения от Ангарстроя было создано сельскохозяйственное предприятие «Апхайта», специализирующееся на разведении КРС. В 2001 году площадь пашни, принадлежавшая предприятию, увеличилась с 1700 до 2000 гектаров, поголовье КРС возросло до 84 голов. На 2005 год на сельхозпредприятии насчитывается 150 голов КРС, 10 лошадей, около 50 постоянных сотрудников. Также развито пчеловодство: на 2006 год насчитывалось около 27 пчелосемей.

## Население
| 2002 | 2010 | 2011 | 2012 |
| ---- | ---- | ---- | ---- |
| 203  | ↘145 | →145 | ↘141 |

На 2005 год в населённом пункте насчитывалось 47 дворов.